# Nimiria
Nimiria là một chi thực vật có hoa trong họ Đậu.